# De Otter (Amsterdam)

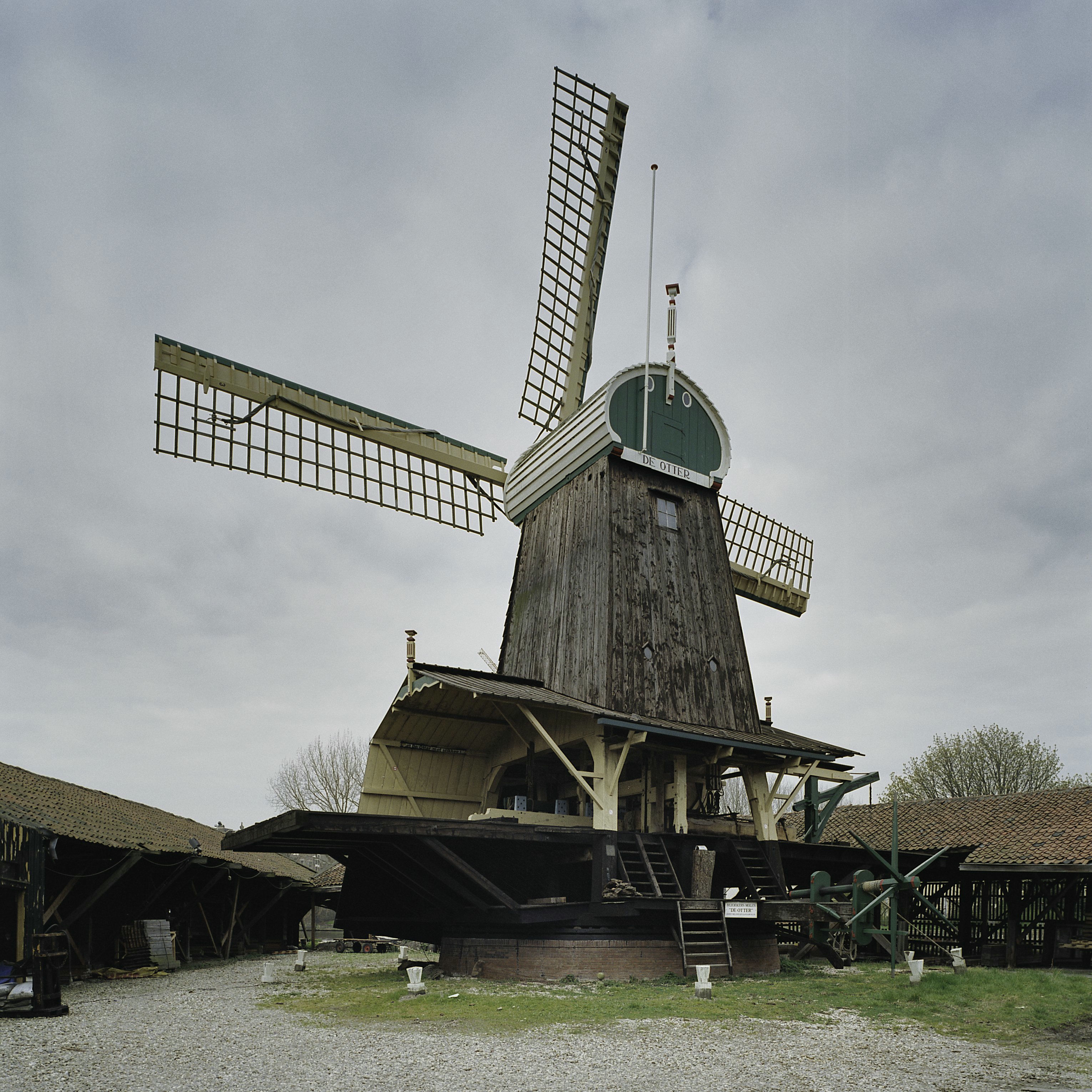
De achterzijde van De Otter in 2005

De Otter is een houtzaagmolen in Amsterdam-West aan de Kostverlorenvaart. Deze molen is de laatste overgebleven van een grote groep zaagmolens die tussen de 17e eeuw en eind 19e eeuw ten westen van de Buitensingelgracht stonden. Omstreeks 1900 is hier de Frederik Hendrikbuurt gebouwd.
De Otter is van het type paltrokmolen, waarvan nog op vijf plaatsen in Nederland exemplaren aanwezig zijn (Amsterdam, Haarlem, Zaandam, Zaanse Schans en Nederlands Openluchtmuseum in Arnhem). De Otter is de oudste nog bestaande molen van dit type.

## Geschiedenis
Molen De Otter maakte deel uit van een serie van dertien houtzaagmolens, die in opdracht van de Amsterdamse Houtzaagmolencompagnie vanaf 1630 werden gebouwd. Molen de Otter is gebouwd in 1631. In 1638 werd Molen de Otter verkocht aan een particulier. De situering van de molens was voor die tijd zeer gunstig. Aan de westrand van de stad gelegen vingen ze voldoende wind. Op hun plek langs de Kostverlorenvaart waren er ook goede mogelijkheden voor het vervoer van het hout.
Het terrein waarop de molen staat was sinds 1816 in bezit van de houthandel G.T. van der Bijl. Met het oprukken van de stad werden tegen het einde van de 19e eeuw de meeste omliggende havens gedempt, en werd er een stadswijk gebouwd, de Frederik Hendrikbuurt. De houthandel bleef, maar ging in 1921 over op een elektrische houtzaaginstallatie. De molen bleef -zonder wieken- staan. Na de sloop van de nabijgelegen molen Het Luipaard in 1931 bleef de Otter als enige van de tientallen molens die hier ooit stonden en ook als laatste van de vele tientallen houtzaagmolens die Amsterdam ooit telde eenzaam achter. Aan de overkant van de Kostverlorenvaart verschenen in 1934 de Centrale Markthallen, tegenwoordig Food Center Amsterdam.

## Recente geschiedenis
In 1996 werd de Otter onder meer op kosten van het toenmalige stadsdeel Westerpark gerestaureerd en weer in draaiende toestand teruggebracht. De molen is toen enige tijd in gebruik geweest, maar de toenmalige molenaar stelde dat de molen in zijn voortbestaan bedreigd werd door oprukkende nieuwbouw van hoge gebouwen die de molen de wind uit de zeilen zouden nemen. Er waren uitgebreide plannen om de molen naar Uitgeest te verplaatsen, maar het stadsdeel Westerpark kon zich hier niet in vinden. Op 4 augustus 2017 bepaalde de rechtbank dat de De Otter definitief op zijn huidige locatie blijft staan. Daarmee kwam een einde aan een sinds 2004 slepend conflict, toen stadsdeel Westerpark (thans stadsdeel West) weigerde een vergunning te verlenen aan Stichting Houtzaagmolen 'De Otter' voor verplaatsing van de molen naar Uitgeest.
De houthandel bij de molen is in 2008 gesloten. De kap van de molen is in 2015 opgeknapt. De omliggende schuren voor houtopslag aan de Kostverlorenvaart worden na vernieuwing van de kademuur in 2022 hernieuwd teruggezet. Inmiddels is er een nieuwe groep vrijwilligers gevonden om de molen te laten draaien, en dat doet deze sinds mei 2017 weer.
Na jaren van verwaarlozing onderging de molen in 2019 een opknapbeurt, waardoor deze er weer goed bijstaat. Ook worden er nu weer net als vanouds boomstammen gezaagd. Sedert 2019 is de molen bij genoeg wind iedere dinsdagmiddag draaiend te zien en te bezoeken.